# Порту-Франку (микрорегион)

Порту-Франку на карте.

Порту-Франку (порт. Microrregião de Porto Franco) — микрорегион в Бразилии, входит в штат Мараньян. Составная часть мезорегиона Юг штата Мараньян. Население составляет 109 932 человека (на 2010 год). Площадь — 14 226,932 км². Плотность населения — 7,73 чел./км².

## Демография
Согласно сведениям, собранным в ходе переписи 2010 г. Национальным институтом географии и статистики (IBGE), население микрорегиона составляет:
| Полное население                             | Полное население                             | Полное население                             | Полное население                             | 109 932 |
| -------------------------------------------- | -------------------------------------------- | -------------------------------------------- | -------------------------------------------- | ------- |
| в том числе:                                 | Городское население                          | 77 215                                       | Процент городского населения, %              | 70,24   |
|                                              | Сельское население                           | 32 717                                       | Процент сельского населения, %               | 29,76   |
|                                              | Мужское население                            | 57 101                                       | Процент мужского населения, %                | 51,94   |
|                                              | Женское население                            | 52 831                                       | Процент женского населения, %                | 48,06   |
| Плотность населения, чел/км²                 | Плотность населения, чел/км²                 | Плотность населения, чел/км²                 | Плотность населения, чел/км²                 | 7,73    |
| Население микрорегиона в % к населению штата | Население микрорегиона в % к населению штата | Население микрорегиона в % к населению штата | Население микрорегиона в % к населению штата | 1,67    |

## Статистика
- Валовой внутренний продукт на 2003 год составляет 239 283 487,00 реалов (данные: Бразильский институт географии и статистики).
- Валовой внутренний продукт на душу населения на 2003 год составляет 2573,94 реала (данные: Бразильский институт географии и статистики).
- Индекс развития человеческого потенциала на 2000 год составляет 0,663 (данные: Программа развития ООН).

## Состав микрорегиона
В составе микрорегиона включены следующие муниципалитеты:
1. Кампестри-ду-Мараньян
2. Каролина
3. Эстрейту
4. Порту-Франку
5. Сан-Жуан-ду-Параизу
6. Сан-Педру-дус-Крентис